# Торо Иноуэ
Торо (яп. トロ), полное имя Торо Иноуэ (яп. 井上トロ Иноуэ Торо, англ. Toro Inoue), также известен как Кот Sony — вымышленный персонаж, созданный Sony Computer Entertainment. Торо — антропоморфный кот, который принимает участие в многочисленных мероприятиях и битвах и пытается вести себя как человек.
Впервые Торо появился в игре Doko Demo Issyo, и с тех пор появился в каждой консоли PlayStation. Хотя он не так популярен на Западе, он служит как талисман Sony в Японии. Японские жители обожают видеть его в играх.

## Дизайн персонажа
Персонаж является антропоморфным белым котом, характеризующимся большой, трапециевидной формы головой, прямоугольной формой тела, и огромным разнообразием выражений лица. Фамилия Торо возникла от отладчика Иноуэ Торо.

## Характер
Торо — смелый, весёлый и благородный, воспитанный кот. Он живёт в своём доме в Японии, вместе со своим соседом Куро, который является его лучшим другом. Они с Куро часто всё делают вместе: ведут новости, убирают дом и появляются в других играх. Торо очень воспитан и проявляет ко всем уважение.
Отличительной чертой Торо является большое количество его выражений лица, характеризующих различные эмоции. Несмотря на то, что Торо очень вежлив и добр, есть и вещи, которые он не любит: ему не нравится лазить в коробки из гофрокартона.
Главная мечта Торо — стать человеком.

## В компьютерных играх
Торо впервые появляется как главный персонаж (виртуальный собеседник) в компьютерной игре Doko Demo Issyo (или Together Anywhere) на PlayStation, которая включала в себя поддержку PocketStation. В 2004 году, Dokodemo Issho была издана для PlayStation Portable; также доступна бесплатная демоверсия в японском PlayStation Store.
Торо продолжает свои приключения в игре Mainichi Issho (или Everyday Together) для консоли PlayStation 3, где герой поставляет ежедневные новости вместе со своим соседом, чёрным котом Куро. Игроки могут также ответить на простые вопросы, чтобы выиграть игровые деньги (англ. Myale), например мебель, чтобы украсить в игре квартиру Торо. Mainichi Issho доступна бесплатно эксклюзивно для японского PlayStation Store.
Торо появляется как играбельный персонаж в Everybody's Golf 5. Также он появляется (наряду с Куро, который помогает ему во время одной из его супер-атак) как играбельный персонаж в файтинге-кроссовере PlayStation All-Stars Battle Royale. В данной игре мяуканье Торо значительно изменилось во время финального релиза; он один из двух персонажей в игре, кто не говорит по-английски, вместе с Хэйхати Мисима который говорит по-японски. Три различные «стойки» Торо в PlayStation All-Stars Battle Royale базируются вокруг серий компьютерных игр Street Fighter, Mortal Kombat и Tekken. Один из его приёмов в позиции Тороби вдохновлен велосипедным ударом Лю Канга. В своей Они стойке, он может бросить снаряд, похожий на Хадоукэн, который используют Рю, Кен Мастерс и Акума и ещё некоторые персонажи из Street Fighter. В ниндзя костюме Торо, известном как «Тороби», может делать приёмы некоторых персонажей ниндзя из серии Mortal Kombat, например у Торо есть цепь из омаров, которую он использует как копье Скорпиона, удар-скольжение в стиле Саб-Зиро, велосипедный удар Лю Кана, и телепортация в порталах Нуба Сайбота. Кроме того, ещё один его костюм «Они» основан на серии игр Street Fighter; его приём «Огненный Моти» похож на Хадоукэн Рю; его супер атака третьего уровня основана на Raging Demon/Shun Goku Satsu Акумы.

### Появления в качестве гостя иликамеов других играх
Торо и Куро появляются как эксклюзивные бойцы в Street Fighter X Tekken для консолей PlayStation 3 и PlayStation Vita, в котором Торо копирует боевой стиль Рю, а Куро копирует боевой стиль Кадзуи Мисимы.
Торо и Куро также появляются как неиграбельные персонажи в задании в White Knight Chronicles 2. Торо также появляется в Hatsune Miku: Project Diva F (доступен вместе с загружаемым контентом Popipo Special Edition), где его появление используется для нескольких аксессуаров и звезд в песне «PoPiPo (Toro and Kuro special edition)».
В игре LittleBigPlanet есть костюм Торо, доступный через загружаемый контент. Также контент, связанный с героем, доступен в играх Tales of Graces f и Tales of Hearts R. Sony также сделала Торо и Куро доступными игровыми персонажами Tokyo Jungle.
Также Торо и Куро появились во время атаки викингов в Phantasy Star Online 2.